# Dobra (gmina Golubac)
Dobra (cyr. Добра) – wieś w Serbii, w okręgu braniczewskim, w gminie Golubac. W 2011 roku liczyła 540 mieszkańców.